# Monte McKay

Monte McKay es una montaña en la región de los Alpes Australianos de la Gran Cordillera Divisoria de Australia. Esquiar es posible durante las estaciones de invierno. Cerca se encuentra la Villa Alpina Falls Creek.